# 이학원
이학원(1932년 6월 27일~2023년 1월 2일)은 대한민국의 정치인이다. 제14대 국회의원을 지냈다.

## 역대 선거 결과
|  | 52.40% |

|  | 5.19% |